# Soldadura en frío

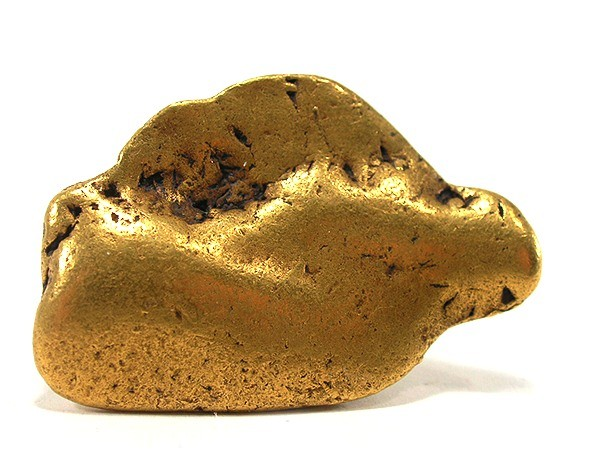
Una pepita de oro de Alaska con un peso de 63,8 gramos, un caso típico de soldadura en frío.

La soldadura en frío o por contacto es un proceso de soldadura de estado sólido que se lleva a cabo sin necesidad de ninguna fusión en la interfaz de unión de las dos piezas a soldar. A diferencia de la soldadura por fusión, los procesos de soldadura en frío se realizan, sin que ningún líquido (o fase líquida) esté presente en la articulación de las dos piezas que se sueldan.
La soldadura en frío fue reconocida como un fenómeno de los materiales en la década de 1940. Entonces se descubrió que dos superficies planas y limpias de metales similares, se adhieren firmemente si se ponen en contacto aplicando el vacío y la presión apropiada.
Un caso típico de soldadura en frío es una pepita de oro, que se puede formar en los ríos auríferos por golpeo a lo largo de los años de pequeñas partículas de oro con las piedras y cantos rodados del río.

## Proceso
En la soldadura en frío, se aplica presión a las piezas mediante matrices o rollos. Debido a la deformación plástica que tiene lugar, es necesario que al menos una de las piezas a ensamblar sea dúctil (pero preferiblemente las dos). Antes de la soldadura, la interfaz es desgrasada, con cepillo de alambre, y frotada para sacar las manchas de óxido.

## Aplicaciones
La soldadura en frío puede ser utilizada para unir piezas pequeñas hechas de metales blandos y dúctiles.
Las aplicaciones incluyen cables de almacenaje y conexiones eléctricas (como conectores con desplazamiento de aislamiento).

## En el espacio
Los problemas mecánicos de los primeros satélites se atribuían a veces a la soldadura en frío.
En 2009 la Agencia Espacial Europea publicó una investigación sobre la soldadura en frío, detallando por qué es un problema que debe ser considerado por los diseñadores de satélites. La publicación también hace referencia a un caso documentado de la misión espacial Galileo, que presentó problemas para desplegar su antena principal debido a este fenómeno.
Es importante aclarar que en muchos casos los problemas asociados a los satélites también podrían ser explicados por otros fenómenos mecánicos, como fretting, pero se suele utilizar el término "soldadura en frío" en este contexto para abarcar a estos fenómenos similares.